# 未完成 (山崎まさよしの曲)
「未完成」（みかんせい）は、山崎まさよし通算15枚目のシングル。2003年5月21日発売。発売元はユニバーサルミュージック。

## 解説
- 前作に引き続き、初回限定盤DVDが付いた。ただし、こちらはシュールなコント仕立てになっている。
- ミュージック・ビデオには、スーツ姿で登場している。また、なぜかペンギンの置物を抱えているシーンがある。山崎本人も最初、なぜペンギン?と感じたらしいが、結果的にその「なんで?」という唐突が面白い、ということになりそのまま採用されたという（当時のインタビューより）。2003年9月17日発売のミュージック・クリップ集『山崎 動く動く』でのみ視聴可能。
- 演奏・コーラスをひとりで行っている。特にコーラスは、自分の声を幾重にも重ねた多重録音である。
- CDのみの通常盤がある。初回盤とはジャケット写真も異なる。

## 収録曲
1. 未完成　（4:55）
2. Security　（5:04）
3. mud skiffle track XI　（1:49）
4. 未完成（original karaoke）

- 作詞・作曲・編曲: 山崎将義

## DVD収録メニュー
1. オフライン

## 収録作品
- 未完成
  - アトリエ　（6th アルバム）
  - BLUE PERIOD
- Security
  - OUT OF THE BLUE
- mud skiffle track XI
  - OUT OF THE BLUE